# Ерстфелд
Ерстфелд (на немски: Erstfeld) е селище в централна Швейцария, част от кантона Ури. Населението му е около 3 800 души (2018).
Разположено е на 475 метра надморска височина в долината на река Ройс, на 36 километра югоизточно от Люцерн и на 63 километра южно от Цюрих. Селището се споменава за пръв път през 1258 година, а в края на XIX век през него преминава Готардската железница. То е крайна точка на открития през 2016 година Готардски базисен тунел, най-дългият железопътен тунел в света.